# 野母村
野母村（のもむら）は、長崎県南部の長崎半島にあった村。西彼杵郡に属した。1955年（昭和30年）に隣接する高浜村の一部、脇岬村及び島嶼部の樺島村と合併し、野母崎町となった。
現在の長崎市野母崎地区の南西部、野母町にあたる。

## 地理
野母半島（長崎半島）の南西端に位置する。
- 山：権現山
- 島嶼：田ノ子島
- 港湾：野母漁港

## 沿革
伝説によれば、大化・白雉年間の頃、紀伊国の熊野（現在の三重県南部と和歌山県南部にあたる地域）出身の漁師夫婦が当地に漂着した。その後夫は帰郷したが、妻は残り当時無人であった当地に里を開いたとされる。「野母」の地名の由来は「熊野の母」が省略されたものという。当村に所在する熊野神社は、この漁師夫婦が熊野から勧請したものとされる。
- 1889年（明治22年）4月1日 - 町村制施行により、西彼杵郡野母村が単独村制にて発足。
- 1955年（昭和30年）4月1日 - 脇岬村、樺島村及び高浜村の一部（本村名・黒浜名・以下宿名・南越名）[4]と合併し町制施行。野母崎町が発足し、野母村は自治体として消滅。

## 地名
野母村では他の西彼杵郡の各自治体で見られる郷や名の行政区（地名）を設置していない。また、1889年の町村制施行時に合併を行っていないため、大字も存在しない。このため「野母村○○番地」のように村名の次に地番を表示する住所表記となる。

## 名所・旧跡
- 野母崎